# Фотов, Александр Андреевич
Александр Андреевич Фотов (18 марта 1930, Славгород, Алтайский край-22.06.2001) — российский металлург, 1-й секретарь Первоуральского ГК КПСС (1969—1972), руководитель Союзтрубостали (1981—1987). Заслуженный металлург РСФСР, лауреат Государственной премии СССР.

## Биография
В 1955 году окончил Уральский политехнический институт по специальности «инженер-металлург». Кандидат технических наук (1970).
С 1955 года работал на Первоуральском новотрубном заводе: помощник мастера, секретарь завкома ВЛКСМ, инженер, мастер, начальник смены, заместитель начальника, начальник трубоволочильного цеха, заместитель секретаря парткома, начальник отдела научной организации труда и управления производством, секретарь парткома (1967—1969).
С 1969 по 1972 год — 1-й секретарь Первоуральского ГК КПСС.
С 1972 по 1981 год — главный инженер Первоуральского новотрубного завода.
С 1981 по 1987 год возглавлял ВПО «Союзтрубосталь».
Работал ведущим экспертом отдела металлургической промышленности Управления финансово-промышленной политики банка «Менатеп».

## Государственные награды, звания
- Заслуженный металлург РСФСР
- Лауреат Государственной премии СССР (1976).
- Орден Октябрьской Революции (1976)
- Орден Трудового Красного Знамени (1971)
- Орден «Знак Почета» (1966)
- медали